# Häglinge landskommun
Häglinge landskommun var en tidigare kommun i dåvarande Kristianstads län.

## Administrativ historik
Kommunen bildades i Häglinge socken i Västra Göinge härad i Skåne när 1862 års kommunalförordningar trädde i kraft.
Vid kommunreformen 1952 uppgick kommunen i Sösdala landskommun som 1974 uppgick i Hässleholms kommun.

## Politik

### Mandatfördelning i Häglinge landskommun 1938-1946
| 11 | 7 | 2 |

| 19 |

| 4 | 13 | 3 |

| 19 |

| 4 | 13 | 3 |

| 19 |